# Fluorenilideno
El 9-fluorenilideno es un carbeno arilo derivado del puente de metileno del fluoreno . El fluorenilideno tiene la propiedad inusual de que el estado triplete tiene solo 1,1 kcal/mol (4,6 kJ/mol) menos de energía que el estado singlete . Por esta razón, el fluorenilideno se ha estudiado extensamente en química orgánica.
El fluorenilideno es un intermedio reactivo . Las reacciones en las que interviene el fluorenilideno tienen lugar a través del carbeno en estado triplete o singulete, y los productos formados dependen de la concentración relativa de los estados de espín en la solución, según la influencia de las condiciones experimentales. La tasa de cruce intersistema está determinada por la temperatura y la concentración de agentes de captura de espín específicos.

## Estructura

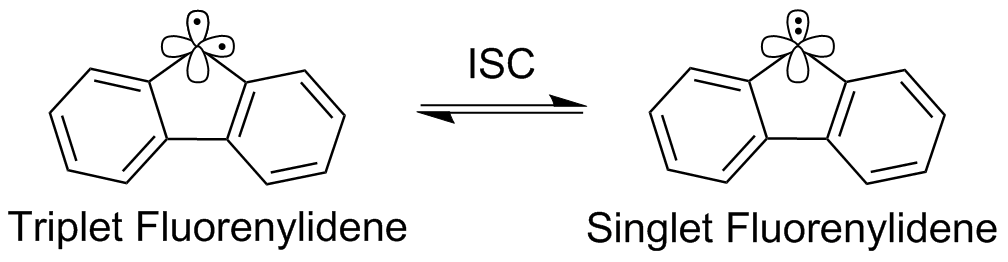
Cruce intersistema y orbitales de estado de espín asociados de fluorenilideno.

Se cree que el estado fundamental es un triplete doblado, con dos orbitales híbridos sp ortogonales ocupados individualmente por espines no apareados. Un electrón ocupa un orbital de simetría sigma en el plano de los anillos, mientras que el otro ocupa un orbital de simetría pi, que interactúa con los sistemas pi de los anillos aromáticos adyacentes (la deslocalización en los anillos es mínima, ya que el parámetro de campo cero D es alto). Los parámetros del desdoblamiento a campo nulo predicen un ángulo de enlace superior a 135°, y dado que la geometría de enlace ideal para los carbones de ciclopentano es de aproximadamente 109°, una tensión anular considerable hace que los enlaces sigma de metileno se doblen. En el estado singlete, los electrones con espín apareado ocupan el orbital híbrido sp2, ortogonal a un orbital p vacío. La conversión de fluorenilideno singlete a triplete se logra a través del cruce entre sistemas.

## Generación de fluorenilideno

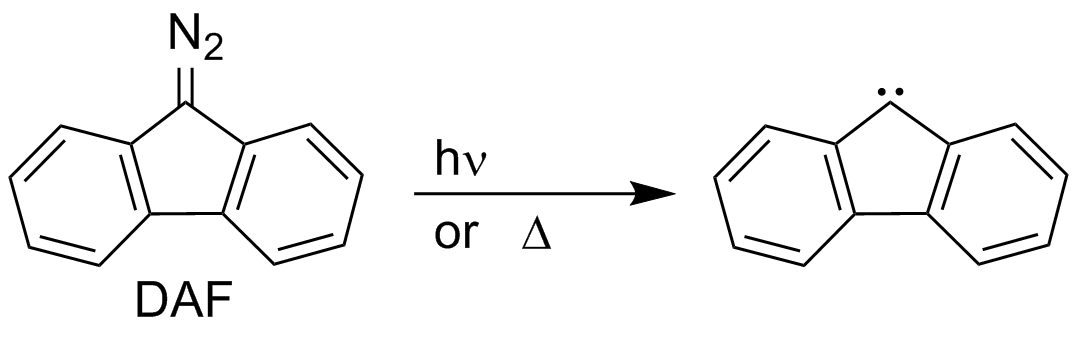
Síntesis de fluorenilideno a partir de termólisis o fotólisis del 9-diazofluoreno (DAF)

El fluorenilideno se puede producir por fotólisis de 9-diazofluoreno (DAF).
La fotólisis ultrarrápida (300 fs) con flash láser de DAF implica un proceso de cuatro pasos en la formación de fluorenilideno por irradiación de 9-diazofluoreno.
1. La irradiación de DAF produce inicialmente una molécula de diazofluoreno en estado singlete excitado ( 1 DAF*)
2. 1 DAF* se desintegra para formar el carbeno de capa abierta, 1 FL*, como producto menor, y el carbeno de capa cerrada menos energético, 1 FL, como producto mayoritario.
3. Cualquier singlete excitado 1 FL* en solución se relaja al estado de singlete de menor energía 1 FL (20,9 ps)
4. 1 FL se equilibra con el triplete de estado fundamental 3 FL mediante el cruce entre sistemas.

## Reacción de fluorenilideno en solución
El fluorenilideno reacciona con las olefinas como predicen las reglas de Skell-Woodworth. La estereoquímica de los productos de cicloadición depende de las tasas relativas de ciclopropanación (u otras reacciones) y del cruce intersistemas. La estabilización de estados de espín específicos y, por extensión, una mayor estereoespecificidad se pueden lograr mediante el uso de disolventes de diferentes polaridades.

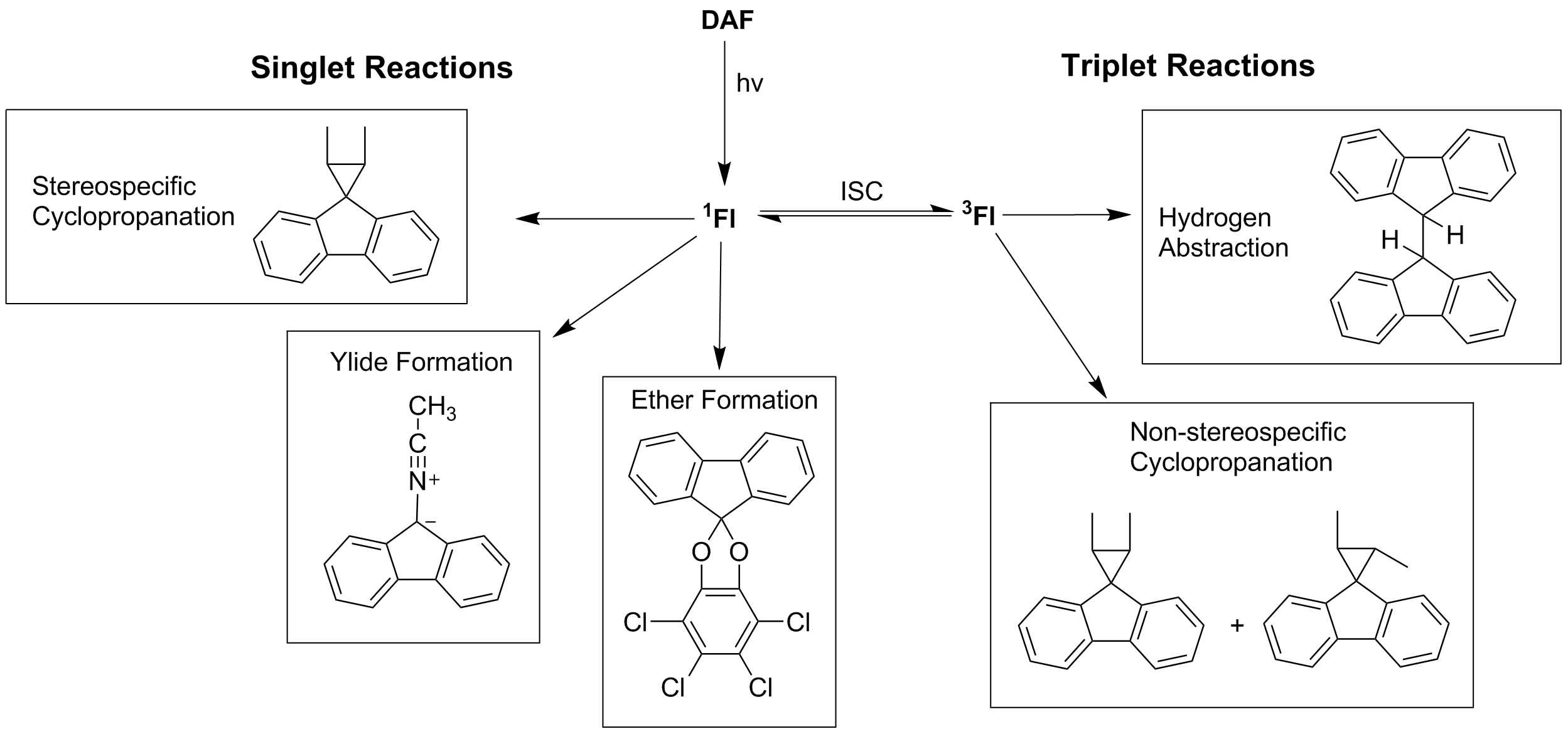
Ejemplos de varias rutas de reacción de fluorenilideno en solución.

## Reactividad del triplete de fluorenilideno
El triplete de fluorenilideno reacciona con las olefinas de forma escalonada para producir una mezcla racémica, siempre que la velocidad de inversión de espín (cruce entre sistemas) no sea significativamente más rápida que las velocidades de rotación de enlaces intermedios.

## Reactividad del singlete de fluorenilideno

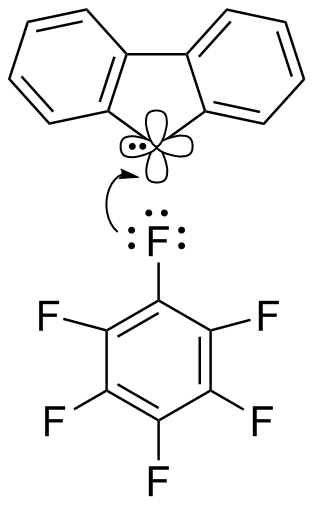
Donación de pares de electrones solitarios en el orbital p vacante del singlete de fluorenilideno.

El singlete de fluorenilideno reacciona con las olefinas de manera concertada, manteniendo la estereoquímica de la olefina reactiva. Los quenchers (desactivadores de fluorescencia) del triplete, como los disolventes de butadieno, se pueden usar para aumentar los rendimientos estereoespecíficos. Los disolventes halogenados también estabilizan el estado singlete. Por ejemplo, el dibromometano y el hexafluorbenceno desactivan el estado de singlete de mayor energía, desacelerando la tasa de cruce entre sistemas de acuerdo con estudios anteriores de difenilcarbeno. Se teoriza que el mecanismo de desactivación del estado singlete se produce a través de la formación de complejos de pares de halógenos solos de orbitales 1Fl P vacíos.